# 西營盤社區綜合大樓
西營盤社區綜合大樓（英語：Sai Ying Pun Community Complex），是一座位於香港西營盤高街的市政大廈，建築物前身是國家醫院外籍護士宿舍，於1941年改作女子精神病院，附於域多利精神病院，於1971年後一直空置，因鬧鬼傳聞而被附近居民稱之為「高街鬼屋」。
舊精神病院是早期香港巴洛克建築的代表，惟僅正立面得以保留，於2015年10月23日被古物諮詢委員會評為香港法定古蹟。

## 歷史
該建築建於1892年，原為国家医院外籍護士宿舍。1940年，院舍東翼落成。1941年，由於鄰近域多利精神病院不敷應用，該處改作女子精神病院。該處於日佔香港時期空置，有傳被用作刑場。
1945年香港重光後，該處恢復作女子精神病院，至1961年隨著青山醫院落成而改作日間精神科門診部；而擴建部分在1969年1月改作聯合書院高街校舍，直至兩者在1971年遷出。其後一直空置，故當地屢次傳出該處有鬧鬼傳聞。2001年，香港政府決定將原址大部分拆卸，改建成西營盤社區綜合大樓，只有原建築的正立面被保留；此項工程由中國海外房屋工程有限公司承建。

## 建築
舊精神病院的建築設計獨特，樓高3層，有宏偉的花崗石外牆，外圍設有拱形長廊以及厚實的護土牆，並有蓋以中式的瓦片斜尖屋頂。該建築內原設有10間護士臥室、12間工人宿舍房間、護士長辦公室、化驗室，還包括起居煮食、辦公和貯物所需的設施。
重建後的西營盤社區綜合大樓樓高9層。

## 鄰近建築
- 香港佐治五世紀念公園
- 般咸道官立小學
- 般咸道
- 東邊街